# Antonio Gil Otero
Antonio Gil Otero va ser un militar espanyol que va combatre en la Guerra civil.
Militar professional, al juliol de 1936 es trobava destinat en el Regiment «Albuera» núm. 16 de Lleida amb el rang de major. Després de l'esclat de la Guerra civil es va mantenir fidel a la República. Antic membre de la maçoneria, Gil Otero va arribar a afiliar-se al Partit Socialista Unificat de Catalunya (PSUC). De fet, va exercir diversos comandaments en el si de la columna «Carlos Marx» —composta per membres del PSUC. Destinat al Front d'Aragó, amb la militarització de les milícies va ser nomenat comandant de la 109a Brigada Mixta i posteriorment assumiria el comandament de l'XI Cos d'Exèrcit.